# Callulops sagittatus
Callulops sagittatus är en groddjursart som beskrevs av Richards, Burton, Cunningham och Richard William George Dennis 1995. Callulops sagittatus ingår i släktet Callulops och familjen Microhylidae. IUCN kategoriserar arten globalt som otillräckligt studerad. Inga underarter finns listade.